# Lemat Phillipsa
Lemat Phillipsa – twierdzenie dotyczące miar skończenie addytywnych określonych na zbiorze potęgowym danego zbioru nieskończonego. Twierdzenie udowodnione przez Ralpha S. Phillipsa w 1940. Pierwotną motywacją Phillipsa stojącą za wykazaniem twierdzenia było obalenie pewnego stwierdzenia Gelfanda dotyczącego zwartych podzbiorów przestrzeni Banacha. Twierdzenie to jednak doczekało się dalszych zastosowań (twierdzenie Phillipsa-Sobczyka czy wykazana przez Grothendiecka własność Grothendiecka przestrzeni ℓ∞).

## Twierdzenie
Niech {\displaystyle \{\mu _{n}\colon n\in \mathbb {N} \}} będzie rodziną ograniczonych skończenie addytywnych miar (przyjmujących wartości rzeczywiste) na zbiorze potęgowym zbioru liczb naturalnych o tej własności, że dla każdego podzbioru A ⊆ ℕ spełniony jest warunek
{\displaystyle \lim _{n\to \infty }\mu _{n}(A)=0.}
Wówczas
{\displaystyle \lim _{n\to \infty }\sum _{k=1}^{\infty }|\mu _{n}(\{k\})|=0}.

## Dyskusja założenia ograniczoności miar
Ograniczność miary {\displaystyle \mu } oznacza warunek
{\displaystyle \|\mu \|_{1}<\infty ,}
gdzie {\displaystyle \|\mu \|_{1}} jest wahaniem miary {\displaystyle \mu .} Niektórzy autorzy wymagają założenia mocniejszego od ograniczoności każdej z miar, postulując by
{\displaystyle \sup _{n\in \mathbb {N} }\|\mu _{n}\|_{1}<\infty ;}
to jednak wynika z przyjętego założenia w wypowiedzi lematu Phillipsa na mocy twierdzenia Nikodyma o ograniczoności.